# Verband Alpiner Vereine Österreichs
Der Verband Alpiner Vereine Österreichs (VAVÖ) ist der Dachverband aller bedeutenden alpinen Vereine in Österreich. Der Verband ist nach eigener Darstellung parteiunabhängig. Er wurde 1949 gegründet und hat seinen Sitz in Wien. Der VAVÖ ist seit 1951 UIAA-Mitglied.

## Vorstand
Der Vorstand besteht aus:
- Gerald Dunkel-Schwarzenberger, VAVÖ-Präsident seit 2019.
- Günter Abraham, Bundesgeschäftsführer der Naturfreunde Österreichs, VAVÖ-Vizepräsident seit 2018.[3]
- Hanna Moser, VAVÖ-Finanzreferetin, Jugendsekretärin der Alpenvereinsjugend Österreichs, Leiterin Abteilung Jugend des Österreichischen Alpenvereins (ÖAV)
- Clemens Matt, Generalsekretär des ÖAV[4]
- Michael Platzer, Geschäftsführer des Österreichischen Touristenklubs (ÖTK)
- Martin Edlinger, Abteilungsleiter Bergsport und Skitouren des ÖTK
- Edith Hammermüller, Obfrau des Österreichischen Touristenvereins und der Österreichischen Bergsteigervereinigung

## Geschäftsführer
- Rudolf Kaupe (1978–2019)[5]
- Miriam Aigner-Köthe (seit 1. Mai 2019)

## Präsidenten des VAVÖ
- 1975 bis 1977: Franz Hiess; wurde 1983 zum UIAA-Ehrenmitglied ernannt.
- 1978 bis 1997: Helmut Habersohn[6]
- 1998 bis 2005: Friedrich Macher
- 2006 bis 2019: Franz Kassel
- seit 2019: Gerald Dunkel-Schwarzenberger

## Mitglieder
Im Jahr 2020 hatte der VAVÖ insgesamt 12 Mitgliedsvereine mit mehr als 750.000 Mitgliedern in rund 671 Sektionen bzw. Ortsgruppen und betrieb insgesamt 446 Schutzhütten.
| Verband                                | Kürzel      |
| -------------------------------------- | ----------- |
| Österreichischer Alpenverein           | ÖAV         |
| Naturfreunde Österreich                | NFÖ         |
| Österreichischer Touristenklub         | ÖTK         |
| Österreichische Bergsteigervereinigung | ÖBV         |
| Österreichischer Alpenklub             | ÖAK         |
| Alpine Gesellschaft Haller             | –           |
| Alpine Gesellschaft Krummholz          | –           |
| Alpine Gesellschaft Preintaler         | –           |
| Akademischer Alpenklub Innsbruck       | –           |
| Alpine Gesellschaft Peilsteiner        | –           |
| Alpine Gesellschaft Reißtaler          | –           |
| Slowenischer Alpenverein Klagenfurt    | SPD Celovec |

Weiteres Mitglied ist nach eigenen Angaben der Österreichische Touristenverein. Tatsächlich ist er nur Mitglied der Österreichischen Bergsteigervereinigung und daher nur indirekt ein Mitglied des VAVÖ.

## Aufgaben
Der Verband koordiniert die alpinen Vereine bei der Interessenvertretung und bildet alpine Instruktorinnen und Instruktoren sowie Wanderführerinnen und Wanderführer aus. Zudem kooperiert er mit Behörden, Ämtern und der Öffentlichkeit und sorgt für die Akquirierung von Förderungsmitteln.